# BMW Malaysian Open 2016
Il BMW Malaysian Open 2016 è stato un torneo femminile di tennis giocato sul cemento. È stata la 7ª edizione del torneo, che fa parte della categoria International nell'ambito del WTA Tour 2016. Si è giocato al Royal Selangor Golf Club di Kuala Lumpur in Malaysia, dal 29 febbraio al 7 marzo 2016.

## Partecipanti

### Teste di serie
| Nazionalità   | Giocatrice       | Ranking* | Testa di serie |
| ------------- | ---------------- | -------- | -------------- |
| Italia        | Roberta Vinci    | 10       | 1              |
| Ucraina       | Elina Svitolina  | 18       | 2              |
| Germania      | Sabine Lisicki   | 31       | 3              |
| Germania      | Annika Beck      | 40       | 4              |
| Giappone      | Nao Hibino       | 60       | 5              |
| Canada        | Eugenie Bouchard | 61       | 6              |
| Taipei cinese | Hsieh Su-wei     | 65       | 7              |
| Cina          | Zheng Saisai     | 72       | 8              |

* Ranking al 22 febbraio 2016.

### Altre partecipanti
Le seguenti giocatrici hanno ricevuto una wild-card per il tabellone principale:
- Sabine Lisicki
- Elina Svitolina
- Roberta Vinci
- Ling Zhang

Le seguenti giocatrici sono entrati nel tabellone principale passando dalle qualificazioni:

- Miyu Katō
- Barbora Krejčíková
- Luksika Kumkhum
- Risa Ozaki
- Yang Zhaoxuan
- Zhu Lin

## Campionesse

### Singolare
Elina Svitolina ha sconfitto in finale  Eugenie Bouchard per 6(5)–7, 6–4, 7–5.
- È il quarto titolo in carriera per la Svitolina, il primo della stagione.

### Doppio
Varatchaya Wongteanchai /  Yang Zhaoxuan hanno sconfitto in finale  Liang Chen /  Wang Yafan per 4–6, 6–4, [10–7].